# 昆楚克错
昆楚克错（藏語：གུན་ཕྱུགས་མཚོ，威利转写：gun phyugs mtsho，THL：Günchuk Tso）也作昆楚克楚错，位于中国西藏自治区阿里地区改则县境内，地处改则县中西部。湖面海拔5063米，面积23.4平方公里。湖区气候干寒，年均气温约-4℃左右，年均降水量75～100毫米。湖水主要靠冰雪融水补给。集水区面积423平方公里。

## 交通
- 216国道